# Rivaldo
Vítor Borba Ferreira Gomes (Recife, 19 de abril de 1972), más conocido como Rivaldo, es un exfutbolista brasileño nacionalizado español, que jugó principalmente como mediocampista ofensivo pero también como segundo delantero. Fue considerado como uno de los mejores futbolistas del mundo de entre finales de los años 1990 y principios de los años 2000.
Rivaldo era un futbolista zurdo dotado de una técnica exquisita, conocido por sus gran habilidad en el regate, tiros libres de flexión, chilenas, fintas, potente golpeo de balón desde lejos, y habilidad tanto para marcar como para crear goles.
En 1999 obtuvo el Premio RSS al mejor futbolista del año, el Balón de Oro de Europa y el Premio FIFA World Player. En 2004, fue incluido por Pelé en la lista FIFA 100 de los mejores jugadores vivos del mundo.
Rivaldo comenzó su carrera en 1991 con el club brasileño Santa Cruz, pasando por períodos en Mogi Mirim, un período de préstamo en el Corinthians y Palmeiras, club donde fue campeón de Brasil en 1994. En 1996, se mudó a Europa con el Deportivo de La Coruña español, donde sus actuaciones en su única temporada allí lo llevaron a fichar por el Barcelona en 1997. En el Barcelona, formó una exitosa sociedad con el holandés Patrick Kluivert, y ganó los títulos de Liga en 1998 y 1999, así como la Copa del Rey de 1998. Durante su permanencia de cinco años allí anotó 130 goles, ubicándolo entre los diez máximos goleadores de Barcelona de todos los tiempos.
En 2002, fichó por el club italiano AC Milan, ganando la Copa Italia y la UEFA Champions League en su única temporada allí, sin embargo canceló su contrato con el Milan a finales de 2004. Luego pasó a jugar para Cruzeiro, Olympiacos, AEK Atenas, Bunyodkor, cedido en São Paulo, Kabuscorp y São Caetano. A pesar de retirarse profesionalmente en 2013, regresó a las canchas para poder ayudar deportivamente al equipo del que es propietario, el Mogi Mirim Esporte Clube debido a los malos resultados. Se retiró definitivamente en 2015.
De 1993 a 2003, jugó 74 partidos y anotó 35 goles para Brasil y es el séptimo máximo goleador de su selección. Ayudó a Brasil a llegar a la final de la Copa Mundial de la FIFA de 1998 y ganó la Copa América de 1999, donde fue nombrado jugador del torneo. Rivaldo protagonizó un trío de ataque con Ronaldo y Ronaldinho en el equipo ganador de la Copa Mundial de la FIFA 2002. Anotando en cinco de los siete partidos de Brasil en el torneo, Rivaldo fue incluido en el Equipo de Estrellas de la Copa Mundial de la FIFA en 2002 y también había sido seleccionado previamente en 1998.

## Biografía
Nacido en el estado de Pernambuco, Rivaldo vivió durante su infancia en las favelas del puerto de Recife. La pobreza en la que vivía quedó reflejada en su físico: sufrió malnutrición y la pérdida de varios dientes. Su padre, Romildo, falleció en un accidente
de tráfico en 1989.
En 1993 contrajo matrimonio con su actual pareja Rosa, con la que tiene cinco hijos: Rivaldinho (único nacido en Brasil), Thamaris (nacida en La Coruña), los gemelos Rebeca y João Vitor, e Isaque (nacidos los tres en Atenas).

## Trayectoria

### Inicios
Rivaldo comenzó su carrera a los 16 años, cuando fichó por el Paulistano en 1989. Sin embargo, los técnicos del equipo pernambucano pensaron que era demasiado débil para el fútbol profesional debido a su físico endeble. En 1991 fichó por el Santa Cruz Futebol Clube de la Serie B. Un año más tarde se mudó a São Paulo para jugar en el Mogi Mirim Esporte Clube, anotando 13 goles en 31 partidos.
Sus buenas actuaciones en el campeonato regional no pasaron desapercibidas para los grandes clubes de Brasil. En 1993, Rivaldo llegó al Corinthians en calidad de cedido. Con el Timão debutó en la Serie A de su país y realizó 11 tantos en 21 encuentros. El conjunto presidido por Alberto Dualib se planteó adquirir al jugador en propiedad, pero finalmente fue el Palmeiras quien selló su fichaje por 2,4 millones de reales.

### Palmeiras
Rivaldo llegó al Palmeiras en 1994 hizo muy buenas actuaciones y eso lo llevó al Deportivo de La Coruña dos años después. El Deportivo de La Coruña le fichó por 2,4 millones de euros.

### Deportivo de La Coruña
En el verano de 1996 fue transferido al Real Club Deportivo de La Coruña de la Primera División de España por 1000 millones de pesetas, convirtiéndose en el fichaje más caro de la historia del equipo gallego. Heredó el dorsal 11 dejado por su compatriota Bebeto. Su estreno en Primera División se produjo el 31 de agosto de 1996 en Riazor ante el Real Madrid. Se estrenó como goleador en la tercera jornada de Liga ante el Atlético de Madrid, contribuyendo así a la victoria del Dépor en el Vicente Calderón. Finalizó su primera temporada en España con 21 goles en 41 partidos, quedando como cuarto máximo realizador del campeonato empatado con Raúl.
Durante el Trofeo Teresa Herrera, el Barcelona contactó con Rivaldo dispuesto a pagar su cláusula de rescisión de contrato. El jugador alegó que era feliz en el Real Club Deportivo de La Coruña y pidió un salario tres veces superior al ofrecido inicialmente. El Barcelona aceptó la contrapropuesta. La negociación se hizo pública y el jugador fue abucheado durante el partido del Trofeo Teresa Herrera contra el PSV.
El 15 de agosto de 1997, último día para inscribir jugadores en la Liga de Campeones, Rivaldo fue traspasado al Fútbol Club Barcelona por los 4000 millones de pesetas (24 millones de euros) de su cláusula de rescisión.

### Fútbol Club Barcelona
El 31 de agosto, en su debut como culé en la primera jornada de Liga, realizó un doblete en la victoria de su equipo ante la Real Sociedad por 3-0. En su primera temporada en el Barcelona, anotó 19 tantos en 34 partidos, convirtiéndose en el segundo máximo goleador de la temporada, en la que el equipo azulgrana consiguió el doblete de Liga y Copa del Rey.
En 1999 el equipo volvió a ganar la Liga, en la que Rivaldo anotó 24 goles. Ese mismo año Rivaldo fue galardonado con el Balón de Oro y el FIFA World Player.
La temporada 2000-2001 es especialmente recordada por el gol que marcó ante el Valencia en el último partido de Liga, un gol de chilena desde fuera del área que clasificó al equipo para la siguiente edición de la Liga de Campeones de la UEFA; así como el triplete que le marca al A.C. Milan en octubre del 2000 por la Champions.
Anotó su último gol con la camiseta del Barça el 20 de abril de 2002 en la trigesimoquinta jornada de Liga ante el Celta de Vigo en Balaídos. Sus problemas con las lesiones y, especialmente su mala relación con el técnico Louis van Gaal hicieron que el 21 de julio rescindiera su contrato con el Barcelona.

### Associazione Calcio Milan
Durante todo el verano de 2002, el nombre de Rivaldo estuvo vinculado a clubes como la Lazio o el Real Madrid. Finalmente, el 28 de julio se llegó a un acuerdo con el Milan por tres temporadas y cuatro millones de euros netos por año. Debutó con los rossoneri el 14 de septiembre ante el Modena Football Club en el Stadio Alberto Braglia. Ingresó al terreno de juego en el minuto 68 de partido sustituyendo a Jon Dahl Tomasson. Marcó su primer tanto con el Milan en la sexta jornada de la Serie A frente al Atalanta en el Stadio Atleti Azzurri d'Italia.
Gracias a la victoria en la Champions, pudo disputar, en su segundo año en el club lombardo, la Supercopa de Europa, proclamándose campeón tras derrotar al Oporto. En la Supercopa de Italia, celebrada en el Giants Stadium, el Milan derrotó a la Juventus, en los penaltis. La llegada de su compatriota Kaká hizo que el técnico milanista Carlo Ancelotti contase cada vez menos con Rivaldo, por lo que en diciembre de 2003 rescindió su contrato con el equipo italiano.

### Cruzeiro
En enero de 2004 fichó por el Cruzeiro, regresando a Brasil ocho años después. Debutó con el equipo de Belo Horizonte el 24 de enero en el primer partido del Campeonato Mineiro, que terminó con derrota de su club por 0-1 ante el modesto Valeriodoce. Anotó su primer gol con el Cruzeiro el 21 de febrero contra el Mamoré. Poco más de una semana después, abandonó por sorpresa el equipo luego de la destitución del técnico Vanderlei Luxemburgo.

### Olympiakos
El 22 de julio de 2004 se hizo oficial su fichaje por el Olympiacos de El Pireo. Fue recibido por unas 3000 personas en el Aeropuerto de Atenas-Eleftherios Venizelos. Con este equipo conquistó tres Ligas y dos Copas griegas.

### Bunyodkor
En agosto de 2008, el PFC Bunyodkor de Uzbekistán anunció el fichaje de Rivaldo. Dos años después, el jugador anunció en Twitter que dejaba el equipo.

### Vuelta a Brasil, últimos años
El 18 de noviembre de 2010, regresa al Mogi Mirim, con 38 años, club del que además es presidente.
El 23 de enero de 2011, ficha como jugador por el São Paulo FC. En diciembre de ese año, el club anunció que prescindía de los servicios de Rivaldo. A pesar de ello, el jugador afirmó que no tenía intención de retirarse. Con 39 años, anunció su fichaje por el Kabuscorp Sport Clube de la Primera División de Angola en enero de 2012. Anotó un total de 11 goles en 21 partidos con el equipo angoleño, que abandonó tras finalizar su contrato de un año.
El 16 de enero de 2013 fichó por la Associação Desportiva São Caetano para jugar el Campeonato Paulista y la Serie B del Brasileirão.
El 22 de enero de 2014, a sus 41 años, Rivaldo volvió a las canchas para defender al club Mogi Mirim EC durante la segunda fecha del Campeonato del estado de São Paulo. El 20 de febrero cumplió con su deseo de jugar con su hijo Rivaldinho de 18 años en un partido contra XV de Piracicaba, por el Campeonato Paulista. Casi un mes después de dicho encuentro, el 15 de marzo, Rivaldo anunció en su cuenta de Instagram que se retiraba definitivamente de la práctica del fútbol. Sin embargo, el 22 de junio de 2015, Rivaldo decide volver a jugar al fútbol la edad de 43 años y después de haber colgado las botas. En julio de 2015, anotó de penal para el Mogi Mirim Esporte Clube, partido en el que su hijo Rivaldinho también marcó. El zurdo anunció el retiro del deporte que le dio todo. El domingo 16 de agosto de 2015, su última función.

## Selección nacional
Rivaldo debutó con la selección brasileña el 16 de diciembre de 1993 en Guadalajara ante México. Anotó el único gol del encuentro en el minuto 18 de la primera parte.
En 1996, fue seleccionado como uno de los tres jugadores mayores de 23 años para representar a Brasil en los Juegos Olímpicos de Atlanta. El combinado brasileño tenía en sus filas a jugadores de la talla de Dida, Ronaldo, Bebeto o Roberto Carlos, por lo que eran los claros favoritos para conseguir el oro. Tras sufrir una inesperada derrota ante Japón en el primer partido, la canarinha avanzó hasta semifinales, donde fue eliminada por Nigeria con gol de oro en la prórroga después de ir ganando por 1-3 a falta de diez minutos para el final del tiempo reglamentario. Brasil consiguió el bronce tras imponerse a Portugal por 5-0. Rivaldo fue uno de los señalados por la derrota ante el conjunto africano y estuvo más de un año sin ir con la selección, perdiéndose la Copa América 1997.
Su regreso a la selección absoluta tuvo lugar en Salvador el 10 de septiembre de 1997 ante Ecuador disputando 70 minutos en la victoria de Brasil por 4-2. Ese mismo año fue incluido en la lista de Mário Zagallo para la Copa Confederaciones celebrada en Arabia Saudí en el mes de diciembre. Rivo participó en los dos primeros encuentros de la fase de grupos ante la selección anfitriona y Australia. Brasil se proclamó campeona del torneo derrotando al equipo australiano por 6-0 en la final.
Tras ser el segundo máximo goleador de la Liga anotando 19 tantos con el F. C. Barcelona en la temporada 1997/98, fue convocado para la Copa Mundial de Francia 1998. Anotó un total de tres goles: uno a Marruecos en el segundo partido y dos en cuartos de final contra Dinamarca. También fue decisivo en la tanda de penaltis en semifinales ante los Países Bajos, donde transformó el segundo de los lanzamientos que le dieron el pase a la final a Brasil.
En la Copa Mundial de Fútbol de 2002, Rivaldo formó junto con Ronaldo y Ronaldinho un trío de ataque conocido como "las tres R's". Brasil quedó encuadrada en el grupo C con China, Turquía y Costa Rica. Se estrenó como goleador en el primer partido del torneo en la victoria por 2-1 frente a los turcos con un lanzamiento de penalti. En ese partido fue protagonista de una polémica acción en los compases finales del encuentro. Mientras Rivaldo esperaba en la esquina para sacar de córner, recibió un balonazo en la pierna por parte del defensa Hakan Ünsal. Rivaldo se tiró al suelo llevándose las manos a la cara, haciendo que el árbitro expulsase a Ünsal por segunda amarilla y poniendo fin al partido. Posteriormente fue multado por la FIFA con 11.670 francos suizos.
Volvió a marcar en los siguientes encuentros ante China y Costa Rica. Frente a Bélgica, en octavos de final, abrió el marcador del partido que finalizó 2-0 a favor de la canarinha. Consiguió anotar por quinto partido consecutivo en los cuartos de final ante Inglaterra. Tras eliminar a Turquía en semifinales, Brasil derrotó a Alemania en la final por 2 goles a 0 en donde Alemania tenía el trío de "los tres oliver" (Oliver Kahn, Oliver Bierhoff y Oliver Neuville), ambos obra de Ronaldo. Tanto Rivaldo como Ronaldo y Ronaldinho fueron incluidos en el Equipo de las Estrellas del Mundial.
Su último partido con la selección brasileña fue el 19 de noviembre del 2003 ante la Uruguay, de ahí en adelante Carlos Alberto Parreira no lo convocó más, lo cual Rivaldo perdió su oportunidad de representar a Brasil en el mundial de Alemania 2006.

### Participaciones en Juegos Olímpicos
| Copa                             | Sede           | Resultado | Partidos | Goles |
| -------------------------------- | -------------- | --------- | -------- | ----- |
| Juegos Olímpicos de Atlanta 1996 | Estados Unidos | Bronce    | 5        | 0     |

### Participaciones en Copas del Mundo
| Mundial                  | Sede                     | Resultado                | Partidos | Goles |
| ------------------------ | ------------------------ | ------------------------ | -------- | ----- |
| Copa Mundial de 1998     | Francia                  | Subcampeón               | 7        | 3     |
| Copa Mundial de 2002     | Corea del Sur- Japón     | Campeón                  | 7        | 5     |
| Total en Copas del Mundo | Total en Copas del Mundo | Total en Copas del Mundo | 14       | 8     |

### Participaciones en Copa América
| Copa                 | Sede     | Resultado | Partidos | Goles |
| -------------------- | -------- | --------- | -------- | ----- |
| Copa América de 1999 | Paraguay | Campeón   | 5        | 5     |

### Participaciones en Copa Confederaciones
| Copa                           | Sede           | Resultado | Partidos | Goles |
| ------------------------------ | -------------- | --------- | -------- | ----- |
| Copa FIFA Confederaciones 1997 | Arabia Saudita | Campeón   | 2        | 0     |

### Goles internacionales
| Núm. | Fecha                   | Lugar                                       | Rival      | Gol | Resultado | Competición                |
| ---- | ----------------------- | ------------------------------------------- | ---------- | --- | --------- | -------------------------- |
| 1    | 16 de diciembre de 1993 | Estadio Jalisco, México                     | México     | 0-1 | 0-1       | Amistoso                   |
| 2    | 23 de marzo de 1995     | Estadio Ramat Gan, Israel                   | Israel     | 1-2 | 1-2       | Amistoso                   |
| 3    | 27 de marzo de 1996     | Estadio Benedito Teixeira, Brasil           | Ghana      | 5-1 | 8-2       | Amistoso                   |
| 4    | 24 de abril de 1996     | FNB Stadium, Sudáfrica                      | Sudáfrica  | 2-2 | 2-3       | Amistoso                   |
| 5    | 11 de noviembre de 1997 | Estadio Mané Garrincha, Brasil              | Gales      | 2-0 | 3-0       | Amistoso                   |
| 6    | 3 de junio de 1998      | Stade de Paris, Francia                     | Andorra    | 2-0 | 3-0       | Amistoso                   |
| 7    | 16 de junio de 1998     | Stade de la Beaujoire, Francia              | Marruecos  | 2-0 | 3-0       | Mundial 1998               |
| 8    | 3 de julio de 1998      | Stade de la Beaujoire, Francia              | Dinamarca  | 2-1 | 3-2       | Mundial 1998               |
| 9    | 3 de julio de 1998      | Stade de la Beaujoire, Francia              | Dinamarca  | 3-2 | 3-2       | Mundial 1998               |
| 10   | 18 de noviembre de 1998 | Estadio Aderaldo Plácido Castelo, Brasil    | Rusia      | 3-0 | 5-1       | Amistoso                   |
| 11   | 30 de junio de 1999     | Estadio Antonio Oddone Sarubbi, Paraguay    | Venezuela  | 7-0 | 7-0       | Copa América 1999          |
| 12   | 11 de julio de 1999     | Estadio Antonio Oddone Sarubbi, Paraguay    | Argentina  | 1-1 | 2-1       | Copa América 1999          |
| 13   | 14 de julio de 1999     | Estadio Antonio Oddone Sarubbi, Paraguay    | México     | 0-2 | 0-2       | Copa América 1999          |
| 14   | 18 de julio de 1999     | Defensores del Chaco, Paraguay              | Uruguay    | 0-1 | 0-3       | Copa América 1999          |
| 15   | 18 de julio de 1999     | Defensores del Chaco, Paraguay              | Uruguay    | 0-2 | 0-3       | Copa América 1999          |
| 16   | 7 de septiembre de 1999 | Estadio Beira-Rio, Brasil                   | Argentina  | 1-0 | 4-2       | Amistoso                   |
| 17   | 7 de septiembre de 1999 | Estadio Beira-Rio, Brasil                   | Argentina  | 2-0 | 4-2       | Amistoso                   |
| 18   | 7 de septiembre de 1999 | Estadio Beira-Rio, Brasil                   | Argentina  | 3-1 | 4-2       | Amistoso                   |
| 19   | 23 de febrero de 2000   | Estadio Suphachalasai, Tailandia            | Tailandia  | 0-1 | 0-7       | Amistoso                   |
| 20   | 23 de febrero de 2000   | Estadio Suphachalasai, Tailandia            | Tailandia  | 0-2 | 0-7       | Amistoso                   |
| 21   | 26 de abril de 2000     | Estadio Morumbi, Brasil                     | Ecuador    | 1-1 | 3-2       | Clasificación Mundial 2002 |
| 22   | 26 de abril de 2000     | Estadio Morumbi, Brasil                     | Ecuador    | 3-1 | 3-2       | Clasificación Mundial 2002 |
| 23   | 23 de mayo de 2000      | Millennium Stadium, Gales                   | Gales      | 0-3 | 0-3       | Amistoso                   |
| 24   | 28 de junio de 2000     | Estadio Maracaná, Brasil                    | Uruguay    | 1-0 | 1-1       | Clasificación Mundial 2002 |
| 25   | 18 de julio de 2000     | Defensores del Chaco, Paraguay              | Paraguay   | 1-1 | 2-1       | Clasificación Mundial 2002 |
| 26   | 3 de septiembre de 2000 | Estadio Maracaná, Brasil                    | Bolivia    | 2-0 | 5-0       | Clasificación Mundial 2002 |
| 27   | 15 de agosto de 2001    | Estadio Olímpico Monumental, Brasil         | Paraguay   | 2-0 | 2-0       | Clasificación Mundial 2002 |
| 28   | 7 de octubre de 2001    | Estadio Couto Pereira, Brasil               | Chile      | 2-0 | 2-0       | Clasificación Mundial 2002 |
| 29   | 14 de noviembre de 2001 | Estadio Governador João Castelo, Brasil     | Venezuela  | 3-0 | 3-0       | Clasificación Mundial 2002 |
| 30   | 3 de junio de 2002      | Estadio Mundialista de Ulsan, Corea del Sur | Turquía    | 2-1 | 2-1       | Mundial 2002               |
| 31   | 8 de junio de 2002      | Estadio Mundialista de Jeju, Corea del Sur  | China      | 2-0 | 4-0       | Mundial 2002               |
| 32   | 13 de junio de 2002     | Estadio Mundialista de Suwon, Corea del Sur | Costa Rica | 2-4 | 2-5       | Mundial 2002               |
| 33   | 17 de junio de 2002     | Estadio de las Alas de Kobe, Japón          | Bélgica    | 1-0 | 2-0       | Mundial 2002               |
| 34   | 21 de junio de 2002     | Estadio Ecopa de Shizuoka, Japón            | Inglaterra | 1-1 | 1-2       | Mundial 2002               |
| 35   | 16 de noviembre de 2003 | Estadio Monumental, Perú                    | Perú       | 0-1 | 1-1       | Clasificación Mundial 2006 |

## Estadísticas

### Clubes
| Club | Div.          | Temporada     | Liga  | Liga  | Liga   | Regional(1) | Regional(1) | Regional(1) | Copas nacionales(2) | Copas nacionales(2) | Copas nacionales(2) | Torneos internacionales(3) | Torneos internacionales(3) | Torneos internacionales(3) | Total(4) | Total(4) | Total(4) | Media goleadora |
| Club | Div.          | Temporada     | Part. | Goles | Asist. | Part.       | Goles       | Asist.      | Part.               | Goles               | Asist.              | Part.                      | Goles                      | Asist.                     | Part.    | Goles    | Asist.   | Media goleadora |
| --- | ------------- | ------------- | ----- | ----- | ------ | ----------- | ----------- | ----------- | ------------------- | ------------------- | ------------------- | -------------------------- | -------------------------- | -------------------------- | -------- | -------- | -------- | --------------- |
| Paulista · Brasil |               |               |       |       |        |             |             |             |                     |                     |                     |                            |                            |                            |          |          |          |                 |
| 2.ª | 1989          | —             | —     | —     | 26     | 3           | 5           | —           | —                   | —                   | —                   | —                          | —                          | 50                         | 27       | 10       | 0,54     |                 |
| 2.ª | 1990          | —             | —     | —     | 2      | 0           | 0           | —           | —                   | —                   | —                   | —                          | —                          | 2                          | 0        | 0        | 0        |                 |
| Total club | Total club    | 0             | 0     | 0     | 48     | 7           | 8           | 0           | 0                   | 0                   | 0                   | 0                          | 0                          | 52                         | 27       | 10       | 0,52     |                 |
| Santa Cruz · Brasil |               |               |       |       |        |             |             |             |                     |                     |                     |                            |                            |                            |          |          |          |                 |
| 2.ª | 1991          | 18            | 8     | 3     | 18     | 6           | 7           | 4           | 2                   | 0                   | —                   | —                          | —                          | 40                         | 16       | 10       | 0,40     |                 |
| Total club | Total club    | 18            | 8     | 3     | 18     | 6           | 7           | 4           | 2                   | 0                   | 0                   | 0                          | 0                          | 40                         | 16       | 10       | 0,40     |                 |
| Mogi Mirim · Brasil |               |               |       |       |        |             |             |             |                     |                     |                     |                            |                            |                            |          |          |          |                 |
| 3.ª | 1992          | —             | —     | —     | 27     | 11          | 3           | —           | —                   | —                   | —                   | —                          | —                          | 27                         | 11       | 3        | 0,41     |                 |
| 3.ª | 1993          | —             | —     | —     | 31     | 11          | 12          | —           | —                   | —                   | —                   | —                          | —                          | 31                         | 11       | 12       | 0,36     |                 |
| 3.ª | 2014          | 3             | 0     | 0     | 4      | 0           | 0           | —           | —                   | —                   | —                   | —                          | —                          | 7                          | 0        | 0        | 0,00     |                 |
| 2.ª | 2015          | 4             | 1     | 0     | —      | —           | —           | —           | —                   | —                   | —                   | —                          | —                          | 4                          | 1        | 0        | 0,25     |                 |
| Total club | Total club    | 7             | 1     | 0     | 62     | 22          | 15          | 0           | 0                   | 0                   | 0                   | 0                          | 0                          | 69                         | 23       | 15       | 0,35     |                 |
| S. C. Corinthians · Brasil |               |               |       |       |        |             |             |             |                     |                     |                     |                            |                            |                            |          |          |          |                 |
| 1.ª | 1993          | 19            | 11    | 4     | 7      | 2           | 2           | —           | —                   | —                   | —                   | —                          | —                          | 26                         | 13       | 6        | 0,50     |                 |
| 1.ª | 1994          | —             | —     | —     | 17     | 6           | 8           | 3           | 0                   | 2                   | —                   | —                          | —                          | 20                         | 6        | 10       | 0,30     |                 |
| Total club | Total club    | 19            | 11    | 4     | 24     | 8           | 10          | 3           | 0                   | 2                   | 0                   | 0                          | 0                          | 46                         | 19       | 16       | 0,41     |                 |
| Palmeiras · Brasil |               |               |       |       |        |             |             |             |                     |                     |                     |                            |                            |                            |          |          |          |                 |
| 1.ª | 1994          | 28            | 14    | 6     | —      | —           | —           | —           | —                   | —                   | —                   | —                          | —                          | 28                         | 14       | 6        | 0,50     |                 |
| 1.ª | 1995          | 16            | 7     | 3     | 14     | 10          | 2           | 4           | 2                   | 0                   | 9                   | 5                          | 2                          | 43                         | 24       | 7        | 0,56     |                 |
| 1.ª | 1996          | —             | —     | —     | 25     | 18          | 5           | 9           | 4                   | 6                   | —                   | —                          | —                          | 34                         | 22       | 11       | 0,65     |                 |
| Total club | Total club    | 44            | 21    | 9     | 39     | 28          | 7           | 13          | 6                   | 6                   | 9                   | 5                          | 2                          | 105                        | 60       | 24       | 0,57     |                 |
| Deportivo de la Coruña · España |               |               |       |       |        |             |             |             |                     |                     |                     |                            |                            |                            |          |          |          |                 |
| 1.ª | 1996-97       | 41            | 21    | 9     | —      | —           | —           | 5           | 1                   | 1                   | —                   | —                          | —                          | 46                         | 22       | 10       | 0,48     |                 |
| Total club | Total club    | 41            | 21    | 9     | 0      | 0           | 0           | 5           | 1                   | 1                   | 0                   | 0                          | 0                          | 46                         | 22       | 1        | 0,48     |                 |
| F. C. Barcelona · España |               |               |       |       |        |             |             |             |                     |                     |                     |                            |                            |                            |          |          |          |                 |
| 1.ª | 1997-98       | 34            | 19    | 7     | —      | —           | —           | 9           | 8                   | 3                   | 8                   | 1                          | 0                          | 51                         | 28       | 10       | 0,55     |                 |
| 1.ª | 1998-99       | 37            | 24    | 12    | —      | —           | —           | 5           | 2                   | 1                   | 6                   | 3                          | 1                          | 48                         | 29       | 14       | 0,60     |                 |
| 1.ª | 1999-00       | 31            | 12    | 6     | —      | —           | —           | 5           | 1                   | 2                   | 14                  | 10                         | 2                          | 50                         | 23       | 10       | 0,46     |                 |
| 1.ª | 2000-01       | 35            | 23    | 9     | —      | —           | —           | 5           | 2                   | 0                   | 13                  | 11                         | 2                          | 53                         | 36       | 11       | 0,68     |                 |
| 1.ª | 2001-02       | 20            | 8     | 4     | —      | —           | —           | —           | —                   | —                   | 13                  | 6                          | 4                          | 33                         | 14       | 8        | 0,42     |                 |
| Total club | Total club    | 157           | 86    | 38    | 0      | 0           | 0           | 24          | 13                  | 6                   | 54                  | 31                         | 9                          | 235                        | 130      | 53       | 0,55     |                 |
| A. C. Milan · Italia |               |               |       |       |        |             |             |             |                     |                     |                     |                            |                            |                            |          |          |          |                 |
| 1.ª | 2002-03       | 22            | 5     | 3     | —      | —           | —           | 3           | 1                   | 2                   | 13                  | 2                          | 1                          | 38                         | 8        | 6        | 0,21     |                 |
| 1.ª | 2003          | —             | —     | —     | —      | —           | —           | —           | —                   | —                   | 2                   | 0                          | 0                          | 2                          | 0        | 0        | 0,00     |                 |
| Total club | Total club    | 22            | 5     | 3     | 0      | 0           | 0           | 3           | 1                   | 2                   | 15                  | 2                          | 1                          | 40                         | 8        | 6        | 0,20     |                 |
| Cruzeiro · Brasil |               |               |       |       |        |             |             |             |                     |                     |                     |                            |                            |                            |          |          |          |                 |
| 1.ª | 2004          | —             | —     | —     | 7      | 2           | 2           | —           | —                   | —                   | 3                   | 0                          | 0                          | 10                         | 2        | 2        | 0,20     |                 |
| Total club | Total club    | 0             | 0     | 0     | 7      | 2           | 2           | 0           | 0                   | 0                   | 3                   | 0                          | 0                          | 10                         | 2        | 2        | 0,20     |                 |
| Olympiacos F. C. · Grecia |               |               |       |       |        |             |             |             |                     |                     |                     |                            |                            |                            |          |          |          |                 |
| 1.ª | 2004-05       | 23            | 12    | 3     | —      | —           | —           | 5           | 2                   | 0                   | 9                   | 1                          | 3                          | 37                         | 15       | 6        | 0,41     |                 |
| 1.ª | 2005-06       | 22            | 7     | 4     | —      | —           | —           | 3           | 2                   | 1                   | 5                   | 2                          | 0                          | 30                         | 11       | 5        | 0,37     |                 |
| 1.ª | 2006-07       | 25            | 17    | 7     | —      | —           | —           | 2           | 0                   | 1                   | 6                   | 0                          | 2                          | 33                         | 17       | 10       | 0,52     |                 |
| Total club | Total club    | 70            | 36    | 14    | 0      | 0           | 0           | 10          | 4                   | 2                   | 20                  | 3                          | 5                          | 100                        | 43       | 23       | 0,43     |                 |
| AEK Atenas · Grecia |               |               |       |       |        |             |             |             |                     |                     |                     |                            |                            |                            |          |          |          |                 |
| 1.ª | 2007-08       | 35            | 12    | 15    | —      | —           | —           | —           | —                   | —                   | 8                   | 3                          | 0                          | 43                         | 15       | 15       | 0,35     |                 |
| 1.ª | 2008          | —             | —     | —     | —      | —           | —           | —           | —                   | —                   | 1                   | 0                          | 0                          | 1                          | 0        | 0        | 0,00     |                 |
| Total club | Total club    | 35            | 12    | 15    | 0      | 0           | 0           | 0           | 0                   | 0                   | 9                   | 3                          | 0                          | 44                         | 15       | 15       | 0,34     |                 |
| F. K. Bunyodkor Uzbekistán |               |               |       |       |        |             |             |             |                     |                     |                     |                            |                            |                            |          |          |          |                 |
| 1.ª | 2008          | 12            | 7     | 4     | —      | —           | —           | 1           | 0                   | 0                   | 4                   | 2                          | 1                          | 17                         | 9        | 5        | 0,53     |                 |
| 1.ª | 2009          | 30            | 20    | 12    | —      | —           | —           | 4           | 1                   | 1                   | 9                   | 1                          | 3                          | 43                         | 22       | 16       | 0,51     |                 |
| 1.ª | 2010          | 11            | 6     | 3     | —      | —           | —           | 6           | 4                   | 2                   | 5                   | 2                          | 1                          | 22                         | 12       | 6        | 0,55     |                 |
| Total club | Total club    | 53            | 33    | 19    | 0      | 0           | 0           | 11          | 5                   | 3                   | 18                  | 5                          | 5                          | 18                         | 5        | 0        | 0,52     |                 |
| São Paulo · Brasil |               |               |       |       |        |             |             |             |                     |                     |                     |                            |                            |                            |          |          |          |                 |
| 1.ª | 2011          | 30            | 5     | 3     | 9      | 1           | 0           | 4           | 0                   | 0                   | 3                   | 1                          | 0                          | 46                         | 7        | 3        | 0,15     |                 |
| Total club | Total club    | 30            | 5     | 3     | 9      | 1           | 0           | 4           | 0                   | 0                   | 3                   | 1                          | 0                          | 46                         | 6        | 3        | 0,15     |                 |
| Kabuscorp Angola |               |               |       |       |        |             |             |             |                     |                     |                     |                            |                            |                            |          |          |          |                 |
| 1.ª | 2012          | 21            | 11    | 7     | —      | —           | —           | —           | —                   | —                   | —                   | —                          | —                          | 21                         | 11       | 7        | 0,52     |                 |
| Total club | Total club    | 21            | 11    | 7     | 0      | 0           | 0           | 0           | 0                   | 0                   | 0                   | 0                          | 0                          | 21                         | 11       | 7        | 0,52     |                 |
| São Caetano · Brasil |               |               |       |       |        |             |             |             |                     |                     |                     |                            |                            |                            |          |          |          |                 |
| 2.ª | 2013          | 7             | 0     | 0     | 10     | 2           | 0           | 2           | 0                   | 0                   | —                   | —                          | —                          | 19                         | 2        | 0        | 0,11     |                 |
| Total club | Total club    | 7             | 0     | 0     | 10     | 2           | 0           | 2           | 0                   | 0                   | 0                   | 0                          | 0                          | 19                         | 2        | 0        | 0,11     |                 |
| Total carrera | Total carrera | Total carrera | 524   | 250   | 124    | 217         | 76          | 49          | 79                  | 32                  | 22                  | 131                        | 50                         | 22                         | 951      | 408      | 217      | 0,43            |
| (1) Incluye datos del Campeonato Paulista-Serie A2 (1989-90); Campeonato Pernambucano (1991); Torneo Río-São Paulo (1993); Campeonato Mineiro (2004); Campeonato Paulista (1992-14). (2) Incluye datos de la Supercopa de España (1997-98); Copa del Rey (1996-01); Copa Italia (2003); Copa de Grecia (2005-07); Copa de Uzbekistán (2008-10); Copa de Brasil (1991-13). (3) Incluye datos de la Supercopa de la UEFA (1998-03); Copa Libertadores (1995-04); Liga de Campeones de la UEFA (1997-07); Copa de la UEFA (2000-08); Liga de Campeones de la AFC (2008-10); Copa Sudamericana (2011). (4) No incluye goles en partidos amistosos. |               |               |       |       |        |             |             |             |                     |                     |                     |                            |                            |                            |          |          |          |                 |

### Selecciones
| Selección | Temporada     | Amistosos | Amistosos | Amistosos | Sudamérica(1) | Sudamérica(1) | Sudamérica(1) | Mundial(2) | Mundial(2) | Mundial(2) | Total | Total | Total  | Media goleadora |
| Selección | Temporada     | Part.     | Goles     | Asist.    | Part.         | Goles         | Asist.        | Part.      | Goles      | Asist.     | Part. | Goles | Asist. | Media goleadora |
| --- | ------------- | --------- | --------- | --------- | ------------- | ------------- | ------------- | ---------- | ---------- | ---------- | ----- | ----- | ------ | --------------- |
| Olímpica · Brasil | 1996          | 2         | 1         | 0         | —             | —             | —             | 5          | 0          | 0          | 7     | 1     | 0      | 0,14            |
| Olímpica · Brasil | Total         | 2         | 1         | 0         | 0             | 0             | 0             | 5          | 0          | 0          | 7     | 1     | 0      | 0,14            |
| Adulta · Brasil | 1993          | 1         | 1         | 0         | —             | —             | —             | —          | —          | —          | 1     | 1     | 0      | 1,00            |
| Adulta · Brasil | 1994          | 2         | 0         | 0         | —             | —             | —             | —          | —          | —          | 2     | 0     | 0      | 0,00            |
| Adulta · Brasil | 1995          | 5         | 1         | 1         | —             | —             | —             | —          | —          | —          | 5     | 1     | 1      | 0,20            |
| Adulta · Brasil | 1996          | 4         | 2         | 1         | —             | —             | —             | —          | —          | —          | 4     | 2     | 1      | 0,50            |
| Adulta · Brasil | 1997          | 2         | 1         | 3         | —             | —             | —             | 2          | 0          | 0          | 4     | 1     | 3      | 0,25            |
| Adulta · Brasil | 1998          | 6         | 3         | 1         | —             | —             | —             | 7          | 3          | 2          | 13    | 6     | 3      | 0,46            |
| Adulta · Brasil | 1999          | 9         | 4         | 4         | 5             | 5             | 1             | —          | —          | —          | 14    | 9     | 5      | 0,64            |
| Adulta · Brasil | 2000          | 3         | 3         | 1         | 8             | 5             | 0             | —          | —          | —          | 11    | 8     | 1      | 0,73            |
| Adulta · Brasil | 2001          | 1         | 0         | 1         | 7             | 3             | 1             | —          | —          | —          | 8     | 3     | 2      | 0,38            |
| Adulta · Brasil | 2002          | 3         | 0         | 0         | —             | —             | —             | 7          | 5          | 2          | 10    | 5     | 2      | 0,50            |
| Adulta · Brasil | 2003          | 3         | 0         | 0         | 4             | 1             | 0             | —          | —          | —          | 7     | 1     | 0      | 0,14            |
| Adulta · Brasil | Total         | 39        | 15        | 12        | 24            | 14            | 2             | 16         | 8          | 4          | 79    | 37    | 18     | 0,47            |
| Total carrera | Total carrera | 41        | 16        | 12        | 24            | 14            | 2             | 21         | 8          | 4          | 86    | 38    | 18     | 0,44            |
| (1) Incluye los partidos de la Copa América y Clasificatorias Sudamericanas (1999-03). (2) Incluye los partidos de los Juegos Olímpicos (1996) y Copa FIFA Confederaciones (1997). |               |           |           |           |               |               |               |            |            |            |       |       |        |                 |

### Resumen estadístico
| Competición           | Partidos | Goles | Promedio | Asistencias | Promedio | Goles y asistencias | Promedio |
| --------------------- | -------- | ----- | -------- | ----------- | -------- | ------------------- | -------- |
| Primera División      | 492      | 241   | 0,49     | 121         | 0,25     | 362                 | 0,74     |
| Segunda División      | 29       | 9     | 0,31     | 3           | 0,10     | 12                  | 0,41     |
| Tercera División      | 3        | 0     | 0,00     | 0           | 0,00     | 0                   | 0,00     |
| Regionales            | 217      | 76    | 0,36     | 49          | 0,23     | 125                 | 0,59     |
| Copas nacionales      | 79       | 32    | 0,41     | 22          | 0,28     | 54                  | 0,68     |
| Copas internacionales | 131      | 50    | 0,38     | 22          | 0,13     | 72                  | 0,51     |
| Selección adulta      | 79       | 37    | 0,47     | 18          | 0,23     | 55                  | 0,70     |
| Selección olímpica    | 7        | 1     | 0,14     | 0           | 0,00     | 1                   | 0,14     |
| Total                 | 1037     | 446   | 0,43     | 235         | 0,22     | 681                 | 0,65     |

### Hat-tricks
| 1  | 16 de junio de 1991     | Arruda, Recife                 | Santa Cruz - Íbis               |  | 10 - 1 | Campeonato Pernambucano 1991 |
| 2  | 28 de agosto de 1996    | Palestra Itália, São Paulo     | Palmeiras - União São João      |  | 5 - 1  | Campeonato Paulista 1996     |
| 3  | 18 de febrero de 1998   | Camp Nou, Barcelona            | Barcelona - Zaragoza            |  | 5 - 2  | Copa del Rey 1997-98         |
| 4  | 4 de abril de 1999      | Camp Nou, Barcelona            | Barcelona - Oviedo              |  | 3 - 1  | LaLiga 1998-99               |
| 5  | 7 de septiembre de 1999 | Beira-Rio, Porto Alegre        | Brasil - Argentina              |  | 4 - 2  | Amistoso                     |
| 6  | 18 de octubre de 2000   | San Siro, Milán                | Milan - Barcelona               |  | 3 - 3  | Champions 2000-01            |
| 7  | 17 de junio de 2001     | Camp Nou, Barcelona            | Barcelona - Valencia            |  | 3 - 2  | LaLiga 2000-01               |
| 8  | 8 de agosto de 2001     | Henryk Reyman, Cracovia        | Cracovia - Barcelona            |  | 3 - 4  | Champions 2001-02            |
| 9  | 12 de noviembre de 2006 | Georgios Karaiskakis, El Pireo | Olympiacos - Apollon Kalamarias |  | 5 - 0  | Superliga de Grecia 2006-07  |
| 10 | 25 de junio de 2009     | Metallurg Bekabad, Bekobod     | Metallurg Bekabad - Bunyodkor   |  | 0 - 4  | Liga Uzbeca 2009             |
| 11 | 29 de junio de 2009     | JAR Stadium, Taskent           | Bunyodkor - Sogdiana Jizzakh    |  | 5 - 0  | Liga Uzbeca 2009             |
| 12 | 17 de marzo de 2012     | Dos Coqueiros, Luanda          | Kabuscorp - Caála               |  | 3 - 1  | Girabola 2012                |
| 13 | 28 de julio de 2012     | Dos Coqueiros, Luanda          | Kabuscorp - Bravos do Maquis    |  | 4 - 1  | Girabola 2012                |

## Palmarés

### Campeonatos regionales
| Título              | Club      | Región    | Año  |
| ------------------- | --------- | --------- | ---- |
| Campeonato Paulista | Palmeiras | San Pablo | 1994 |
| Campeonato Paulista | Palmeiras | San Pablo | 1996 |
| Copa Cataluña       | Barcelona | Cataluña  | 2000 |

### Campeonatos nacionales
| Título               | Club       | País       | Año  |
| -------------------- | ---------- | ---------- | ---- |
| Campeonato Brasileño | Palmeiras  | Brasil     | 1994 |
| Liga Española        | Barcelona  | España     | 1998 |
| Liga Española        | Barcelona  | España     | 1999 |
| Copa del Rey         | Barcelona  | España     | 1998 |
| Copa de Italia       | Milan      | Italia     | 2003 |
| Superliga de Grecia  | Olympiacos | Grecia     | 2005 |
| Copa de Grecia       | Olympiacos | Grecia     | 2005 |
| Superliga de Grecia  | Olympiacos | Grecia     | 2006 |
| Copa de Grecia       | Olympiacos | Grecia     | 2006 |
| Superliga de Grecia  | Olympiacos | Grecia     | 2007 |
| Liga Uzbekistán      | Bunyodkor  | Uzbekistán | 2008 |
| Copa de Uzbekistán   | Bunyodkor  | Uzbekistán | 2008 |
| Liga Uzbekistán      | Bunyodkor  | Uzbekistán | 2009 |

### Copas internacionales
| Título                 | Club                | Sede                  | Año  |
| ---------------------- | ------------------- | --------------------- | ---- |
| Bronce en JJOO         | Selección de Brasil | Estados Unidos        | 1996 |
| Supercopa de Europa    | Barcelona           | Alemania              | 1997 |
| Copa Confederaciones   | Selección de Brasil | Arabia Saudita        | 1997 |
| Copa América           | Selección de Brasil | Paraguay              | 1999 |
| Copa Mundial de Fútbol | Selección de Brasil | Corea del Sur y Japón | 2002 |
| UEFA Champions League  | Milan               | Inglaterra            | 2003 |
| Supercopa de Europa    | Milan               | Mónaco                | 2003 |

Distinciones individuales
| Distinción                                             | Año  |
| ------------------------------------------------------ | ---- |
| Incluido en el once ideal de la Copa Mundial de Fútbol | 1998 |
| Mejor jugador de la Copa América                       | 1999 |
| Máximo goleador de la Copa América (5 goles)           | 1999 |
| Trofeo EFE                                             | 1999 |
| Once de Oro                                            | 1999 |
| Balón de Oro                                           | 1999 |
| FIFA World Player                                      | 1999 |
| Premio RSS al mejor futbolista del año                 | 1999 |
| Bota de Bronce de la Copa Mundial de la FIFA           | 2002 |
| Incluido en el once ideal de la Copa Mundial de Fútbol | 2002 |
| Incluido en el FIFA 100                                | 2004 |
| Máximo goleador de la Liga de Uzbekistán (20 goles)    | 2009 |